# 不死心還在
不死心還在是信樂團和動力火車合作的EP，繼主唱信離開信樂團之後，首次四位團員的詞曲創作。

## 曲目
- 不死心還在